# Stelios Kitsiou
Stelios Kitsiou (in greco: Στέλιος Κίτσιου; Salonicco, 28 settembre 1993) è un calciatore greco, difensore o centrocampista del Pendikspor.

## Caratteristiche tecniche
Terzino destro, può giocare da esterno sulla stessa fascia o come interno di centrocampo.

## Carriera

### Nazionale
Ha giocato nelle nazionali giovanili greche Under-19 ed Under-21.
Nel 2015 ha giocato 2 partite nella nazionale maggiore greca.

## Palmares

### Club

#### Competizioni nazionali
- Coppa di Grecia: 1

PAOK: 2016-2017